# シャンピオナ・ドゥ・フランス・バスケットボール2
シャンピオナ・ドゥ・フランス・バスケットボール2(フランス語: Championnat de France de basket-ball de deuxième division) は、フランスの男子プロバスケットボールリーグ。略称はプロB。
LNBエリートの下部リーグで2部に相当する。

## 概要
レギュラーシーズンでは、全20チームが2試合ずつの総当り戦を行う。そしてシーズン終了後、1位がLNBエリートに自動昇格する。また2位から6位までの5チームがLNBエリート参入プレーオフに進出し、7位から10位までの4チームはLNBエリート参入プレーオフの出場を賭けた予選トーナメントを行う。なおこのLNBエリート参入プレーオフは準々決勝、準決勝、決勝共に2戦先取で行われ、優勝したチームが来季のLNBエリートに参戦する。レギュラーシーズンの19位と20位チームは自動的にNM1降格となる。

## リーグ名の変遷
- 1932-1949 Honneur
- 1950-1963 Excellence
- 1964-1987 Nationale 2
- 1987-1992 Nationale 1B
- 1992-1993 Nationale A2
- 1993-現在 Pro B